# Alberto
Alberto je moško osebno ime.

## Izvor imena
Ime Alberto je različica moškega osebnega imena Albert.

## Pogostost imena
Po podatkih Statističnega urada Republike Slovenije je bilo na dan 31. decembra 2007 v Sloveniji število moških oseb z imenom Alberto: 25.

## Osebni praznik
Osebe z imenom Alberto lahko godujejo takrat kot osebe z imenom Albert.

## Znane osebe
- Alberto Tomba, italijanski alpski smučar